# Igor Burzanović
Igor Burzanović (nacido el 25 de agosto de 1985) es un futbolista montenegrino que se desempeñaba como centrocampista.
Igor Burzanović jugó 6 veces para la selección de fútbol de Montenegro entre 2007 y 2008.

## Trayectoria

### Clubes
| Club                      | País       | Año         |
| ------------------------- | ---------- | ----------- |
| Budućnost Podgorica       | Montenegro | 1998 - 2006 |
| Estrella Roja de Belgrado | Serbia     | 2007 - 2009 |
| Budućnost Podgorica       | Montenegro | 2009        |
| Nagoya Grampus            | Japón      | 2009 - 2011 |
| Buriram United FC         | Tailandia  | 2012 - 2013 |
| Budućnost Podgorica       | Montenegro | 2013 - 2014 |
| FC Irtysh Pavlodar        | Kazajistán | 2014 - 2015 |
| Hunan Billows             | China      | 2015        |
| Budućnost Podgorica       | Montenegro | 2016        |
| Petrovac                  | Montenegro | 2017 -      |

### Selección nacional
| Selección | País       | Año         |
| --------- | ---------- | ----------- |
| Absoluta  | Montenegro | 2007 - 2008 |

## Estadística de equipo nacional
| Selección de fútbol de Montenegro | Selección de fútbol de Montenegro | Selección de fútbol de Montenegro |
| Año                               | Part.                             | Goles                             |
| --------------------------------- | --------------------------------- | --------------------------------- |
| 2007                              | 3                                 | 0                                 |
| 2008                              | 3                                 | 1                                 |
| Total                             | 6                                 | 1                                 |